# Petersburg, West Virginia
Petersburg är administrativ huvudort i Grant County i West Virginia i USA. Orten grundades av Jacob Peterson. Enligt 2010 års folkräkning hade Petersburg 2 467 invånare.